# HD 55832
HD 55832，又名BD-09 1921，SAO 134395、HR 2732，是一颗恒星，视星等为5.9，位于銀經224.38，銀緯0.48，其B1900.0坐标为赤經7h 9m 30.3s，赤緯-9° 0.48′ 33″。